# Разумихин, Арсений Иванович
Арсе́ний Ива́нович Разуми́хин (1859, Тверь — после 1919, Москва) — священник Русской православной церкви, протоиерей, историк Москвы.

## Биография
Родился в 1859 году в г. Твери в семье священника. Окончил Тверскую духовную семинарию, а затем в 1883 году — Московскую духовную академию. В 1883—1887 годах преподавал в Ярославской духовной семинарии гомилетику, литургику и практическое руководство для сельских пастырей Церкви. С 1887 года служил священником в церкви Василия Кесарийского (на 1-й Тверской-Ямской улице), историю которой написал в 1912 году.
В 1890—1891 годах состоял законоучителем в школе приюта при 1-м Басманном отделении Дамского попечительства о бедных в г. Москве, в 1893—1911 годах — в церковно-приходской школе при церкви Василия Кесарийского, в 1907—1909 годах — в женской гимназии Е. В. Винклер. В 1895—1900 годах являлся заведующим школой хора Знаменского, с 1911 года — заведующим церковно-приходской школой при церкви Василия Кесарийского, а с 1916 года — заведующий церковно-приходской школой имени Золотарского при попечительстве московской Василие-Кесарийской церкви.
Был действительным членом Братства св. Петра митрополита, членом-сотрудником Императорского православного палестинского общества, членом (а с 1908 года — председателем) Комитета для вспомоществования штатным священнослужителям, по каким-либо обстоятельствам впавшим в особую нужду, постоянным членом столичного отделения Московского епархиального училищного совета, а с 1914 года — председатель совета Московского Филаретовского епархиального училища. В 1916—1917 годах являлся благочинным 1-го отделения Никитского сорока. Жил в церковном доме на 1-й Брестской улице, д. 31 (не сохранился). Умер в Москве после 1919 года.

## Основные сочинения
- Семя духовное. — М., 1904.
- История русской проповеди. — М., 1904.
- Практическое руководство для пастырей применительно к семинарской программе. — М., 1905.
- Письма к маловерующему и сомневающемуся. — М., 1906.
- Храм Василия Кесарийского, что в Тверской-Ямской слободе города Москвы. — М., 1912.
- Св. Александр, архиепископ Константинопольский, и храм его имени в городе Москве, за Тверской заставой, при приюте попечительства церкви св. Василия Кесарийского. — М., 1912.
- Святоотеческое учение о трезвости и воздержании. — М., 1912.
- Религиозные и научные основы трезвости. — М., 1914.